# دائرة تابلاط
دائرة تابلاط إحدى دوائر ولاية المدية الجزائرية . عاصمتها هي تابلاط وتضم بلديات : 
- تابلاط
- العيساوية
- مزغنة
- فج الحوضين